# Valdáliga
Valdáliga – gmina w Hiszpanii, w prowincji Kantabria, w Kantabrii, o powierzchni 97,76 km². W 2011 roku gmina liczyła 2317 mieszkańców.